# Serra de Bosc Mitger
La Serra de Bosc Mitger és una serra i un bosc del mateix nom a cavall dels termes municipals de Castellcir i Monistrol de Calders, a la comarca del Moianès.

La Serra de Bosc Mitger, respecte del terme de Castellcir

Està situat a l'extrem de llevant del terme monistrolenc i en el de ponent de la Vall de Marfà; la major part de la serra pertany a Castellcir, però el seu extrem occidental és en el de Monistrol de Calders. És al nord-est de Rubió, a l'est-sud-est de Pumanyà, al sud-oest de Colljovà i a l'oest-nord-oest de la Closella. Aquesta darrera és la masia més propera.
El seu extrem de ponent coincideix amb l'extrem occidental del Bosc Mitger, al nord-est de les Esqueroses i del Pla del Sant i al nord del Codro Bressol, i el de llevant a prop al nord-oest de la Closella.